# Liste der Flaggen ägyptischer Gouvernements

Flagge Ägyptens

Die Arabische Republik Ägypten ist in 27 Gouvernements (arabisch محافظات, DMG muḥāfaẓāt) unterteilt, an deren Spitze jeweils ein Gouverneur im Ministerrang steht.
Die meisten dieser Gouvernements führen eine Flagge, die Bezug auf regionale Besonderheiten nimmt.
Fast alle Flaggen führen ein Emblem auf einfarbigem Untergrund. Die häufigste Farbe ist Grün, gefolgt von Blau in verschiedenen Tönungen und von Weiß. Keine einzige Flagge ist – wie die Nationalflagge Ägyptens – als Trikolore gestaltet.

## Liste
| Lage | Gouvernement                                        | Flagge | SV  | Anmerkungen |
| ---- | --------------------------------------------------- | ------ | --- | --- |
|      | ad-Daqahliyya الدقهلية                              |        | 2:3 | Diese Flagge zeigt innerhalb eines gelben Zahnrads roten Papyrus umrahmt von ebenfalls rotem Laub.                                                                                            |
|      | al-Bahr al-ahmar البحر الأحمر „Rotes Meer“          |        | 2:3 | Die Flagge wird geteilt durch einen roten Balken als Hinweis auf die Lage am Roten Meer. Oberhalb des Balkens befindet sich eine antike Statue.                                               |
|      | al-Buhaira البحيرة                                  |        | 2:3 | Zentrum dieser Flagge ist ein gelbes Zahnrad. |
|      | al-Fayyūm الفيوم                                    |        | 2:3 | Die Flagge zeigt den Adler Saladins aus dem Wappen Ägyptens vor dem Hintergrund der ägyptischen Nationalfarben.                                                                               |
|      | al-Gharbiyya الغربية „das westliche Gouvernement“   |        | 2:3 | Die Flagge zeigt das Dach und das Minarett einer Moschee in einem Zahnrad. |
|      | al-Iskandariyya الإسكندرية Alexandria               |        | 2:3 | Die Flagge zeigt eine stilisierte Darstellung des antiken Leuchtturms von Alexandria. |
|      | al-Ismaʿiliyya الإسماعيلية Ismailia                 |        | 2:3 | Im Zentrum der Flagge befindet sich ein Emblem mit dem Adler Saladins oben darunter im Kreis ein Passagierschiff und darunter Wellenlinien als Hinweis auf die Lage am Suezkanal.             |
|      | al-Dschiza الجيزة Gizeh                             |        | 2:3 | Die Flagge zeigt umrahmt von Papyrus die drei Pyramiden von Gizeh. |
|      | al-Minūfiyya المنوفية                               |        | 2:3 | Das Emblem in dieser Flagge zeigt drei weiße Tauben, die über einem Schornstein fliegen, der inmitten von Flammen steht. Nach vorne hin wird das Emblem durch ein liegendes Zahnrad begrenzt. |
|      | al-Minya المنيا                                     |        | 2:3 | Die Flagge zeigt die Büste der Nofretete. |
|      | al-Qahira القاهرة Kairo                             |        | 2:3 | Die Flagge zeigt eine Moschee und darunter den Schriftzug des Stadtnamens in Kufi-Schrift. |
|      | al-Qalyubiyya القليوبية                             |        | 2:3 | Innerhalb eines halben Zahnrads oben und eines halben Ährenkranzes unten befindet sich eine Moschee.                                                                                          |
|      | al-Uqsur الأقصر Luxor                               |        | 3:4 | Die Flagge zeigt die altägyptischen Ruinen von Luxor. |
|      | al-Wadi al-dschadid الوادي الجديد „Neues Tal“       |        | 2:3 | |
|      | asch-Scharqiyya الشرقية „das östliche Gouvernement“ |        | 2:3 | Die Flagge zeigt ein springendes gelbes Pferd auf grünem Grund. |
|      | as-Suwais السويس Suez                               |        | 2:3 | Die Flagge zeigt eine Flamme in einem Zahnrad. |
|      | Aswān أسوان Assuan                                  |        | 2:3 | Die Flagge zeigt Hinweise auf die Stromgewinnung durch den Assuan-Staudamm. |
|      | Asyūt أسيوط                                         |        | 2:3 | Die Flagge zeigt einen grün gefärbten Adler Saladins auf weißem Grund. |
|      | Bani Suwaif بني سويف                                |        | 2:3 | |
|      | Bur Saʿid بورسعيد Port Said                         |        | 2:3 | Die Flagge zeigt den Adler Saladins aus dem Nationalwappen über einem Anker, der als Hinweis auf die Lage am Suezkanal zu sehen ist.                                                          |
|      | Dumyat دمياط Damietta                               |        | 2:3 | Die Flagge zeigt ein Segelschiff. |
|      | Dschanub Sina جنوب سيناء Süd-Sinai                  |        | 2:3 | Die Flagge zeigt im Wappen eine Umrisskarte der Sinai-Halbinsel. |
|      | Kafr asch-Schaich كفر الشيخ                         |        | 2:3 | Die Flagge zeigt ein altägyptisches Segelschiff. |
|      | Matrūh مطروح                                        |        | 2:3 | Die Flagge zeigt eine weiße springende Gazelle auf blauem Untergrund. |
|      | Qinā قنا                                            |        | 2:3 | Die Flagge zeigt ein altägyptisches Tor als Hinweis auf die lange Vergangenheit dieser Region am Nil.                                                                                         |
|      | Schimāl Sīnāʾ شمال سيناء Nord-Sinai                 |        | 2:3 | |
|      | Sōhāg سوهاج Sauhadsch                               |        | 2:3 | Die Flagge zeigt einen Pharao mit der Doppelkrone Pschent. |